# Country-Musik 1933
Die Liste bietet eine Übersicht über das Jahr 1933 im Genre Country-Musik.

## Ereignisse
- 7. Januar: Das WWVA Jamboree, auch WWVA World's Original Jamboree, heute Jamboree USA genannt, geht in Wheeling, West Virginia erstmals auf Sendung

## Top-Hits des Jahres
- The Last Round-Up – Gene Autry
- Goin' Down The Road Feelin' Bad – Cliff Carlisle
- Peach Pickin' Time In Georgia – Jimmie Rodgers

## Geboren
- 29. April – Willie Nelson
- 16. Juni – George McCormick
- 15. Juli – Hal Willis
- 15. August – Bobby Helms
- 1. September – Marshall Lytle
- 3. September – Tompall Glaser
- 28. September – Johnny Mathis
- 27. Oktober – Floyd Cramer

## Gestorben
- 26. Mai – Jimmie Rodgers